# Yuliana Martínez
Yuliana Dalis Martínez Peñalbert (27 dicembre 1996) è una pallavolista portoricana, nel ruolo di schiacciatrice.

## Carriera

### Club
La carriera di Yuliana Martínez inizia nei tornei universitari portoricani, giocando nella Liga Atlética Interuniversitaria de Puerto Rico con la Caribbean; parallelamente diventa professionista disputando la Liga de Voleibol Superior Femenino 2020 con le Pinkin de Corozal, senza però terminare l'annata. Nella stagione 2021 gioca con le Criollas de Caguas, vincendo lo scudetto, mentre nella stagione seguente approda alle Changas de Naranjito.

### Nazionale
Nel 2021 fa il suo debutto nella nazionale portoricana in occasione della NORCECA Final Six.

## Palmarès

### Club
- Campionato portoricano: 1

2021